# William Pacheco
William Pacheco (né le 18 avril 1962 au Venezuela) est un footballeur international vénézuélien, qui évoluait au poste de défenseur.

## Biographie

### Carrière en sélection
Avec l'équipe du Venezuela, il joue 12 matchs (pour aucun but inscrit) entre 1989 et 1991[réf. nécessaire]. 
Il figure dans le groupe des sélectionnés lors des Copa América de 1989 et de 1991.
Il joue deux matchs face au Brésil comptant pour les tours préliminaires de la coupe du monde 1990.

## Palmarès
Minervén
- Championnat du Venezuela (1) :
  - Vainqueur : 1995-1996.